# Невыразимое: резня в Талсе
Unspeakable: The Tulsa Race Massacre (дословно — «Невыразимое: резня в Талсе») — книжка с картинками, написанная Кэрол Бостон Уэзерфорд и проиллюстрированная Флойдом Купером. Опубликована 2 февраля 2021 года издательством Carolrhoda. В книге в стихах рассказана история расовой резни в Талсе.

## Критика
Книга получила высокую оценку критиков, получила несколько рецензий со звёздочками.
Эбони Нджоку из The Horn Book Magazine прокомментировал, как Кэрол Бостон Уэзерфорд «очень тщательно» описала сообщество, которое жило в районе, известном как «Чёрный Уолл-стрит», и похвалил присутствующие «мелкие детали», которые «добавляют достоверности повествованию». Нджоку также похвалил иллюстрации Купера из-за «изображений в оттенках сепии, напоминающих исторические фотографии». В обзоре, опубликованном в The School Library Journal, отмечено, что «иллюстрации пропитаны личной связью», поскольку дед иллюстратора Флойда Купера рассказывал ему истории о расовой резне в Талсе.
Издание Publishers Weekly подчеркнуло тот факт, что книга посвящена не только «нападению, но и положительным достижениям чернокожих владельцев бизнеса, юристов и врачей». Издание Kirkus Reviews назвало книгу «мрачным, хорошо выполненным дополнением к истории, поскольку инцидент приближается к своему 100-летию».
Unspeakable была удостоена медали Калдекотта за свои иллюстрации, а премия Коретты Скотт Кинг была вручена Кэрол Бостон Уэзерфорд и Флойду Куперу. Книга также была удостоена медали Сиберта и вошла в лонг-лист Национальной книжной премии.